# Ділянка лісу (урочище, 57 кв.)
Ділянка лісу — заповідне урочище в Україні. Об'єкт Природно-заповідного фонду Сумської області.
Розташований в межах Свеської селищної ради Ямпільського району, на північ від смт Свеса, вздовж залізниці між станціями Свеса та Хутір-Михайлівський.
Площа урочища - 20,1 га. Статус надано  28.07.1970 року. Перебуває у віданні ДП «Свеський лісгосп» (Свеське лісництво, кв. 57, діл. 1,7,9).
Статус надано для збереження в природному стані високобонітетного сосново-дубового лісу природного походження віком більше 100 років. В урочищі трапляються типові та рідкісні види рослин, а також види тварин, занесені до Червоної книги України (заєць білий, горностай, глушець).